# Kościół św. Jana Chrzciciela w Dobczycach
Kościół Świętego Jana Chrzciciela – rzymskokatolicki kościół parafialny położony w województwie małopolskim, w powiecie myślenickim, w Dobczycach.  Należy do parafii Matki Bożej Wspomożenia Wiernych w Dobczycach.
Budynek został wpisany do rejestru zabytków nieruchomych województwa małopolskiego.

## Historia
Kościół stoi na wzgórzu w północno-wschodnim narożniku lokacyjnego układu urbanistycznego Starego Miasta, w granicach średniowiecznych murów miejskich. Poprzedni budynek został zamknięty i rozebrany po 1790 roku. Obecny wybudował w latach 1828–1834 Jan Turnau (właściciel Dobczyc od 1818), a ukończył go jego syn Jakub .

## Architektura
Budynek klasycystyczny, murowany, orientowany, jednonawowy. Prezbiterium węższe od nawy, zamknięte trójbocznie. Po stronie zachodniej znajduje się wieża. Część materiału budowlanego pochodzi z rozebranego zamku Dobczyckiego.

## Wystrój
Wyposażenie późnoklasycystyczne z połowy XIX wieku.
- Dziecięce epitafium Sebastiana Lubomirskiego powstałe w XVI wieku. Nagrobek wykonany z białego marmuru. Jest to prostokątna płyta ujęta w profilowane ramy i nosi cechy stylu renesansowego. Marmurowa płyta jest podzielona na dwa pola. W górnym jest umieszczony relief przedstawiający leżące dziecko, podparte trupią czaszką, w lewym górnym rogu znajduje się herb Lubomirskich;
- ambona;
- pięć ołtarzy (trzy z nich wykonał Kajetan Domasiewicz w 1851 roku);
- stacje Drogi Krzyżowej wykonane w XVIII wieku[5] .

Do nowego kościoła przeniesiono:
- kamienną chrzcielnicę;
- późnogotycką rzeźbę Piety.

Późnogotycka nastawa ołtarzowa z około 1500 roku została przekazana do Muzeum Narodowego w Krakowie w 1898 . Nie zachowały się wszystkie części. Do 1939 roku w niepełnej liczbie kwater (jako tryptyk) była wystawiona w Sukiennicach w Krakowie. Od roku 1947 retabulum było eksponowane na wystawie stałej „Polska Sztuka Cechowa od XIV do XV wieku” Muzeum Narodowego w Krakowie w Oddziale w Kamienicy Szołayskich. Obecnie, wraz z oddzielnym skrzydłem ze scenami z życia św. Jana Chrzciciela, znajduje się na wystawie stałej Muzeum Narodowego w Krakowie w Pałacu Erazma Ciołka .

## Otoczenie
W otoczeniu kościoła znajduje się XIX wieczna trójarkadowa dzwonnica z trzema dzwonami. Najstarszy, gotycki, o średnicy 105 cm. odlany w 1504 roku. Na kołnierzu napis w języku niemieckim: Kto odlał ten dzwon - dobrej myśli jest on - bo Bóg da mu zbawienie - więc nie troszczy się o mienie - Dzwon ten został ulany - na cześć św. Jana oddany. Pozostałe dwa dzwony wykonane w odlewni braci Felczyńskich w Przemyślu w 1975 roku . Część materiału budowlanego pochodzi z rozebranego zamku Dobczyckiego.